# Song Zhenzong
Song Zhenzong (in cinese: 宋真宗; pinyin: Sòng Zhēnzōng; 23 dicembre 968 – 23 marzo 1022) è stato un imperatore cinese, il terzo della Dinastia Song ed ha regnato dal 997 al 1022.
Era il terzo figlio del suo predecessore, l'imperatore Tai Zong, e gli successe il sesto figlio, l'imperatore Renzong. Alla fine del suo regno, era malato ma conservava il potere di governare. Pertanto, il governo era spesso nelle mani della sua terza moglie, l'imperatrice Liu.

## Regno
Il regno dell'imperatore Zhenzong è stato notato per il consolidamento del potere e il rafforzamento dell'Impero Song. L'impero prosperò e la sua potenza militare fu ulteriormente rafforzata. Tuttavia, segnerebbe anche l'inizio di una politica estera nei confronti della dinastia Liao guidata dai Kitai nel nord che alla fine si tradurrebbe in umiliazione.
Nel 1004, i Kitai dichiararono guerra all'Impero Song. L'imperatore Zhenzong, alla guida del suo esercito, attaccò i Kitai. Nonostante i successi iniziali, nel 1005, l'imperatore Zhenzong concluse il Trattato di Shanyuan. Il trattato ha portato a oltre un secolo di pace, ma al prezzo dell'Impero Song accettando una posizione inferiore all'Impero Liao e accettando anche di pagare un tributo annuale di 100.000 once d'argento e oltre 200.000 bulloni di seta. L'ammissione di inferiorità sarebbe venuta ad affliggere gli affari esteri dell'Impero Song, mentre i pagamenti esaurivano lentamente le casse dell'impero.
Era responsabile di aver ordinato la spedizione di 30.000 staia di semi di riso a maturazione rapida dalla provincia del Fujian al bacino del basso Yangtze nel 1011-1012, migliorando l'agricoltura.
L'imperatore Zhenzong ha sottolineato l'importanza del taoismo alla sua corte imperiale. Fu durante il suo regno che i cosiddetti testi celesti, che glorificavano la famiglia Zhao, sarebbero stati scoperti. Questo è stato seguito da cerimonie sacrificali imperiali svolte sul Monte Tai. Dal 1013 al 1015, l'imperatore emanò decreti ufficiali che deificavano l'Imperatore di Giada come il più alto sovrano del Cielo.
Il riso Champa fu introdotto in Cina da Champa durante il regno dell'imperatore Zhenzong.
Nel 1020, l'imperatore Zhenzong fu colpito da una malattia che avrebbe causato la sua morte due anni dopo e incapace di gestire gli affari di stato. A questo punto, la moglie di Zhenzong, l'imperatrice Liu, era già al potere dietro il trono e si occupava degli affari di stato. Ha continuato ad agire in modo non ufficiale come reggente della Cina per i due anni rimanenti della vita di Zhenzong.
Zhenzong morì nel 1022 della suddetta malattia. Gli successe il quarto figlio, Zhao Zhen, che salì al trono come imperatore Renzong, ma tutto il potere effettivo sarebbe ancora nelle mani dell'imperatrice Liu, che divenne imperatrice vedova.

## Archeologia
Un certo numero di manufatti cinesi risalenti alla dinastia Tang e alla dinastia Song, alcuni dei quali erano di proprietà dell'Imperatore Zhenzong, furono scavati e poi giunsero nelle mani del generale del Kuomintang Ma Hongkui, che si rifiutò di pubblicizzare i risultati. Tra i manufatti c'erano una tavoletta di marmo bianco della dinastia Tang, chiodi d'oro e cinturini in metallo. Fu solo dopo la morte di Ma, che sua moglie andò a Taiwan nel 1971 dagli Stati Uniti per portare i manufatti a Chiang Kai-shek, che li consegnò al National Palace Museum.